# كاتاياما هيروكو
كاتاياما هيروكو (باليابانية: 片山広子) هي مترجمة وكاتِبة يابانية، ولدت في 10 فبراير 1878 في طوكيو (اليابان) في اليابان، وتوفيت في 19 مارس 1958.